# أوله أينار بيورندالن

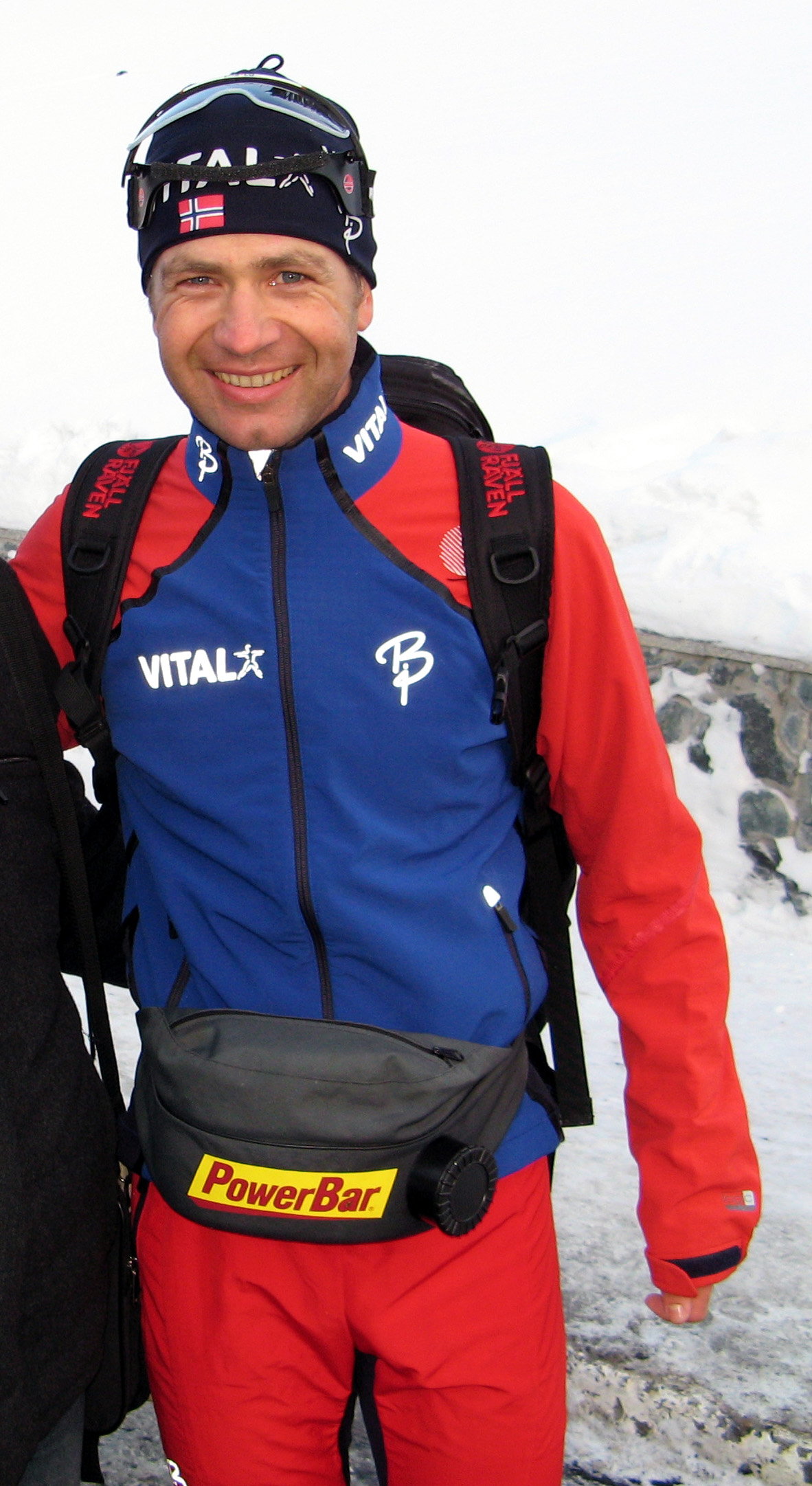
أوله أينار بيورندالن

أوله أينار بيورندالن (Ole Einar Bjørndalen) هو لاعب أولمبي لرياضة بياثلون من النرويج. شارك في الأولمبياد الشتوي في 1998–2010، وفاز بما مجموعه 11 ميدالية.

## الميداليات
| ذهب | فضة | برونز | المجموع |
| 6   | 4   | 1     | 11      |

## روابط خارجية
- أوله أينار بيورندالن على موقع IMDb (الإنجليزية)
- أوله أينار بيورندالن على موقع الموسوعة البريطانية (الإنجليزية)
- أوله أينار بيورندالن على موقع IBU (الإنجليزية)
- أوله أينار بيورندالن على موقع الاتحاد الدولي للتزلج (التزلج الريفي) (الإنجليزية)
- أوله أينار بيورندالن على موقع اللجنة الأولمبية الدولية (الإنجليزية)
- أوله أينار بيورندالن على موقع أوليمبيديا (الإنجليزية)
- أوله أينار بيورندالن على موقع اللجنة الأولمبية الصينية (الإنجليزية)